# چوب خدا
چوب خدا فیلمی به کارگردانی و نویسندگی محمد سخن‌سنج محصول سال ۱۳۴۷ است.

## بازیگران
- طاهره غفاری
- حسین اشراق
- مینا
- اکبر هاشمی
- شاندرمنی
- ابوالقاسم حسن‌زاده
- رضا زاهدی
- محسن آراسته